# انتخابات الرئاسة الكازاخية 2015
انتخابات الرئاسة الكازاخية 2015 هي الانتخابات الرئاسية التي جرت في 26 أبريل 2015، في كازاخستان، لانتخاب رئيس كازاخستان، فاز بالانتخابات نور سلطان نزارباييف.

## المرشحين
| المرشح              | الحزب | عدد الأصوات |
| ------------------- | ----- | ----------- |
| نور سلطان نزارباييف |       |             |